# Hendrik Kersken
Hendrik Kersken (conocido como Henk Kersken; Bergen op Zoom, 6 de enero de 1880-Harlingen, 3 de diciembre de 1967) fue un deportista neerlandés que compitió en vela en la clase 8 Metre. Participó en los Juegos Olímpicos de Ámsterdam 1928, obteniendo una medalla de plata en la clase 8 Metre.

## Palmarés internacional
| Juegos Olímpicos | Juegos Olímpicos         | Juegos Olímpicos | Juegos Olímpicos |
| Año              | Lugar                    | Medalla          | Clase            |
| ---------------- | ------------------------ | ---------------- | ---------------- |
| 1928             | Ámsterdam (Países Bajos) | Medalla de plata | 8 Metre          |